# Princess Anne Glacier
Princess Anne Glacier är en glaciär i Antarktis. Den ligger i Östantarktis. Australien gör anspråk på området. Princess Anne Glacier ligger 1 541 meter över havet.
Terrängen runt Princess Anne Glacier är varierad, och sluttar västerut. Trakten är obefolkad. Det finns inga samhällen i närheten.